# Ford GT40
El Ford GT40 es un automóvil de carreras ganador de las 24 Horas de Le Mans cuatro veces seguidas desde 1966 hasta 1969. Fue construido por Ford Motor Company para competir en las carreras de resistencia y así hacer frente a Ferrari quien ganó en seis ocasiones consecutivas desde 1960 hasta 1965.
El automóvil se llamó GT haciendo referencia a Gran Turismo, mientras que el número 40 representa la altura total del vehículo que es de 40 pulgadas (101,6 cm), como dictaban las normas de participación. Se usó un motor V8 en posición longitudinal de 289 a 427 pulgadas cúbicas (4,7 a 7 L) de desplazamiento, en comparación al motor V12 de 3.0 litros a 4.0, usado por su rival: el Ferrari 330 P4.
En un principio, los coches simplemente fueron llamados "Ford GT". El nombre "GT40" fue el nombre del proyecto de preparar sus automóviles para las carreras de resistencia. Los primeros prototipos llevaban el número de serie GT-101 hasta GT-112. La producción continuó y los siguientes coches, los MK I, MK II, MK III y MK IV, que fueron numerados como GT40-P-1000, hasta GT40-P-1145, fueron oficialmente los "GT40s". Siendo "GT40" el nombre del proyecto y apareciendo en el número de serie, se desmiente el dicho de que "GT40" era sólo un apodo. Existen varios MK V, réplicas ya que se fabricaron posteriormente utilizando algunas piezas originales. Nada valoradas por los coleccionistas son una opción muy económica de disfrutar del mito GT40.

## Historia

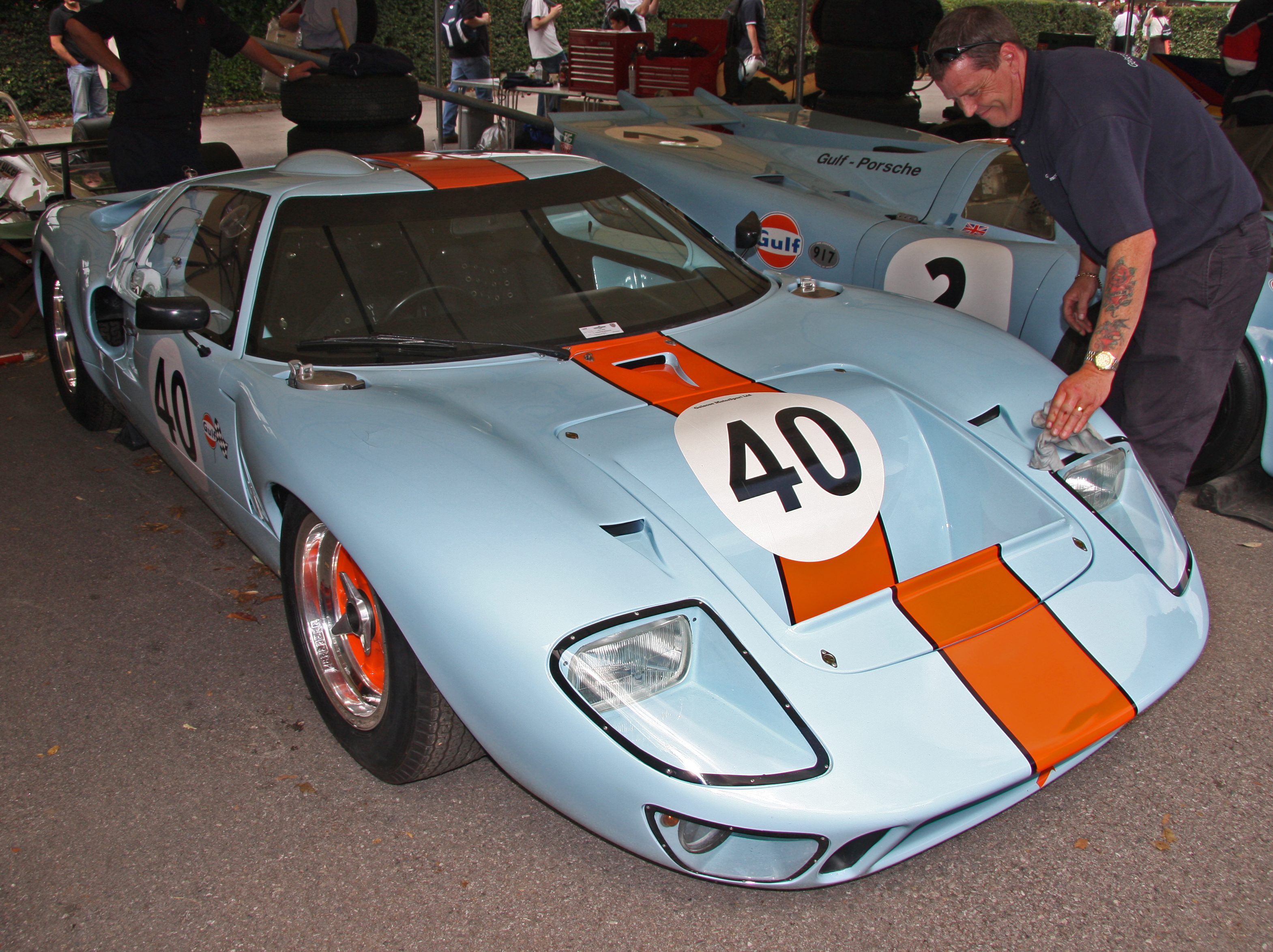
El modelo azul claro y franja central anaranjada.

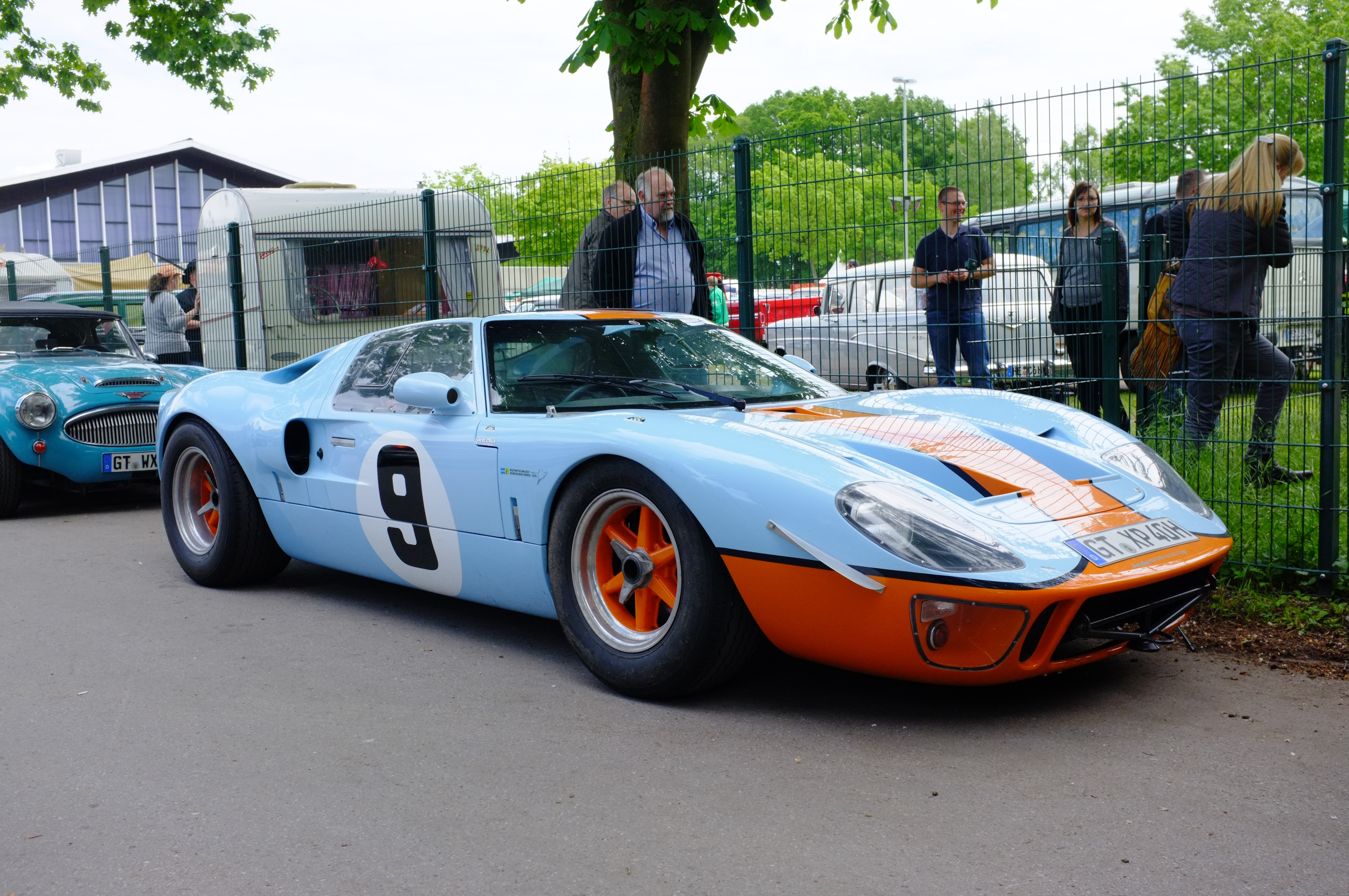
Réplica con el #9 de Pedro Rodríguez, ganador de las 24 Horas de Le Mans de 1968.

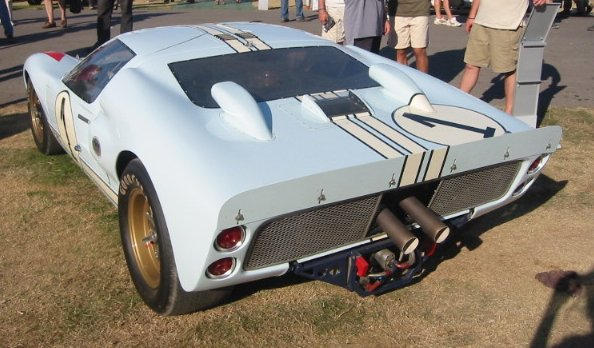
Vista trasera del Mk II de Ken Miles.

Henry Ford II quería que un auto Ford compitiera en Le Mans desde principios de los años 60.
En la primavera de 1963, Ford recibió rumores a través de un intermediario europeo de que Enzo Ferrari estaba interesado en vender Ferrari a Ford Motor Company. Según se pudo conocer, Ford gastó varios millones de dólares en auditorías a activos de fábrica de Ferrari y en negociaciones legales, para poner presión a la venta de Ferrari. Ferrari se dio cuenta de que no podía dejar ir la compañía que llevaba su nombre y no dio su brazo a torcer. Henry Ford II, enfurecido, dio la orden a su división de carreras de encontrar alguna compañía capaz de crear un auto que pudiera vencer a Ferrari en carreras de larga duración.
Para este fin, Ford comenzó las negociaciones con Lotus, Lola y Cooper. Cooper no tenía experiencia en carreras de GT y su rendimiento en Fórmula 1 estaba decayendo.
Lotus en esa época ya era socio de Ford para su proyecto de las Indy 500. Los ejecutivos de Ford dudaban de la capacidad de Lotus para manejar este nuevo proyecto. Colin Chapman probablemente compartía esta visión debido a que dio un costo muy alto por su contribución e insistió en que el vehículo (el mismo que se convertiría en el Lotus Europa) debería nombrarse como Lotus-Ford, actitud que se podría ver como una negación amistosa.
La propuesta de Lola fue la escogida debido a que Lola había usado un V8 de Ford en su modelo de motor central Lola Mk 6 (también conocido como Lola GT). El automóvil era uno de los más avanzados bólidos de carreras de su tiempo y tuvo un desempeño notable en Le Mans 1963, aunque no finalizó la carrera y su rendimiento no fue el esperado debido a una caja de cambios con desarrollos inadecuados para la larga Recta de Mulsanne. Eric Broadley, propietario y jefe de diseño de Lola Cars, aceptó la propuesta de Ford para realizar una contribución personal de corta duración al proyecto sin involucrar a Lola Cars.
El acuerdo con Broadley incluía una colaboración de un año entre él y Ford, así como la venta de dos chasis del Lola Mk 6 a Ford. Para formar el equipo de desarrollo, Ford también contrató al exdirector del equipo Aston Martin, John Wyer. El ingeniero Roy Lunn de Ford Motor Co. también fue enviado a Inglaterra; él había diseñado el prototipo de motor central Mustang I, impulsado por un V4 de 1.7 litros. A pesar del pequeño motor del Mustang I, Lunn era el único ingeniero de Dearborn en tener alguna experiencia con un automóvil de motor central.
Supervisado por Harley Copp, el equipo de Broadley, Lunn y Wyer comenzó a trabajar en el nuevo automóvil en la fábrica de Lola en Bromley. Hacia finales de 1963, el equipo se mudó a Slough, cerca del Aeropuerto Internacional Heathrow. Ford estableció entonces su filial Ford Advanced Vehicles Ltd, una nueva subsidiaria bajo la dirección de Wyer para administrar el proyecto.
El primer chasis, construido por Abbey Panels of Coventry, se entregó el 16 de marzo de 1963, con moldes de fibra de vidrio producidos por Fiber Glass Engineering Ltd de Farnham. El primer "Ford GT", el GT/101 se presentó en Inglaterra el 1 de abril y poco después se exhibió en Nueva York. El precio de compra del automóvil listo para competir fue de £5,200.
El auto estaba propulsado por el motor 4.2 L del Fairlane con un eje transversal Colotti, el mismo que se usaba en el Lola GT y el Lotus 29 (el mismo que obtuvo un controvertido segundo lugar en las Indy 500 de 1963).[cita requerida]
En 2005 Ford sacó al mercado un automóvil superdeportivo basado en el clásico aquí tratado, con el nombre de Ford GT.

## Victorias en diferentes circuitos
| Fecha      | Carrera                 | Coche     | Pilotos                             | Distancia               | Velocidad promedio       |
| ---------- | ----------------------- | --------- | ----------------------------------- | ----------------------- | ------------------------ |
| 28/02/1965 | 2000 km de Daytona      | Prototipo | Ken Miles, Lloyd Ruby               | 2001,01 km (1243,4 mi)  | 160,691 km/h (99,8 mph)  |
| 06/02/1966 | 24 Horas de Daytona     | Mk II     | Ken Miles, Lloyd Ruby               | 4157,222 km (2583,2 mi) | N/A                      |
| 19/06/1966 | 24 Horas de Le Mans     | Mk II     | Bruce McLaren, Chris Amon           | 3009,4 mi (4843,1 km)   | 125,39 mph (201,8 km/h)  |
| 25/06/1966 | 12 Horas de Reims       | Mk II     | Guy Ligier, Jo Schlesser, Ken Miles | N/A                     | N/A                      |
| 01/04/1967 | 12 Horas de Sebring     | Mk IV     | Bruce McLaren, Mario Andretti       | 1991,724 km (1237,6 mi) | N/A                      |
| 11/06/1967 | 24 Horas de Le Mans     | Mk IV     | Dan Gurney, A. J. Foyt              | 2630,2 mi (4232,9 km)   | 135,48 mph (218 km/h)    |
| 07/04/1968 | 1000 km de Brands Hatch | Mk I      | Jacky Ickx, Brian Redman            | 929,718 km (577,7 mi)   | 154,431 km/h (96,0 mph)  |
| 25/04/1968 | 1000 km de Monza        | Mk I      | Paul Hawkins, David Hobbs           | 1010 km (627,6 mi)      | 205,889 km/h (127,9 mph) |
| 26/05/1968 | 1000 km de Spa          | Mk I      | Jacky Ickx, Brian Redman            | 1001,1 km (622,1 mi)    | 196,73 km/h (122,2 mph)  |
| 14/07/1968 | 6 Horas de Watkins Glen | Mk I      | Jacky Ickx, Lucien Bianchi          | 1058,626 km (657,8 mi)  | 176,225 km/h (109,5 mph) |
| 29/09/1968 | 24 Horas de Le Mans     | Mk I      | Pedro Rodríguez, Lucien Bianchi     | 2766,9 mi (4452,9 km)   | 115,29 mph (185,5 km/h)  |
| 22/03/1969 | 12 Horas de Sebring     | Mk I      | Jacky Ickx, Jackie Oliver           | 2000,093 km (1242,8 mi) | 166,347 km/h (103,4 mph) |
| 15/06/1969 | 24 Horas de Le Mans     | Mk I      | Jacky Ickx, Jackie Oliver           | 3105,6 mi (4998,0 km)   | 129,4 mph (208,2 km/h)   |